# 田麦久
田麦久（1940年7月—），男，山东青岛人，中国体育学家，北京体育大学教授、原副校长，九三学社中央委员会常务委员，第七、八届全国政协常委，第九届全国政协委员。

## 生平
2002年4月，田麦久被选为九三学社北京市第十届委员会主任委员。